# NGC 936
NGC 936 là một thiên hà hình hạt đậu có thanh chắn nằm trong chòm sao Kình Ngư. Khoảng cách của thiên hà này với trái đất của chúng ta là khoảng xấp xỉ 60 triệu năm ánh sáng. Cấu trúc thanh chắn nổi bật và nhân của nó có độ sáng bề mặt cao. Bởi vì hình dáng của thanh chắn, nhân và cấu trúc đai tạo thành từ các ngôi sao ở điểu cuối của thanh, thiên hà này giống với hình dáng của một máy bay TIE (một máy bay chiến đấu trong phim Star War. Vì thế nó còn có biệt danh là thiên hà của Darth Vader hoặc chiến đấu cơ của Darth Vader. Bằng cách tính toán vận tốc xuyên tâm của cái đĩa, Kormendy đã nhận thấy cái đĩa của nó ổn định vào năm 1986, do đó điều này là lí do nó quá mượt.
Nhà thiên văn học người Anh gốc Đức William Herschel đã phát hiện ra thiên hà này vào ngày 6 tháng 1 năm 1785 và phân loại nó là một tinh vân hành tinh dựa trên hình dáng tròn của nó. Một siêu tân tinh được định danh là SN 2003gs và được phân loại là siêu tân tinh dị thường loại Ia bởi vì sự biến đổi của nó quá nhanh. SN 2003gs đạt độ sáng cao nhất là 14.
NGC 936 tạo thành một cặp với thiên hà xoắn ốc NGC 941 và chúng cách nhau 12,6', tuy nhiên giữa chúng không hề có sự tương tác thiên hà. Nó còn là thiên hà thành viên của nhóm NGC 936, nhóm này bao gồm NGC 955, UGC 01945 và IC 255. Nhóm này có sự liên kết với nhóm Messier 77.

## Dữ liệu hiện tại
Theo như quan sát, đây là thiên hà nằm trong chòm sao Kình Ngư và dưới đây là một số dữ liệu khác:
Xích kinh 02h 27m 37.4s
Xích vĩ −01° 09′ 22″
Giá trị dịch chuyển đỏ 1430 ± 4 km/s
Cấp sao biểu kiến 10.2
Kích thước biểu kiến 4′.7 × 4′.1
Loại thiên hà SB(rs)0+ 